# ハロモナス属
ハロモナス属はグラム陰性の非芽胞形成好気性ないし通性嫌気性の桿菌。鞭毛を持ち運動する。ハロモナス科に属し、その基準属である。属名は塩の個体を意味する。基準種はハロモナス・エロンガタ。GC含量は52.6から71.2。
カタラーゼ陽性、オキシダーゼ陽性。好塩菌に分類され生育には高い塩化ナトリウムを必要とし、主に海や塩湖に生息する。低温環境に適応した好冷菌などが本属に属している。